# MENSenSTRAAT

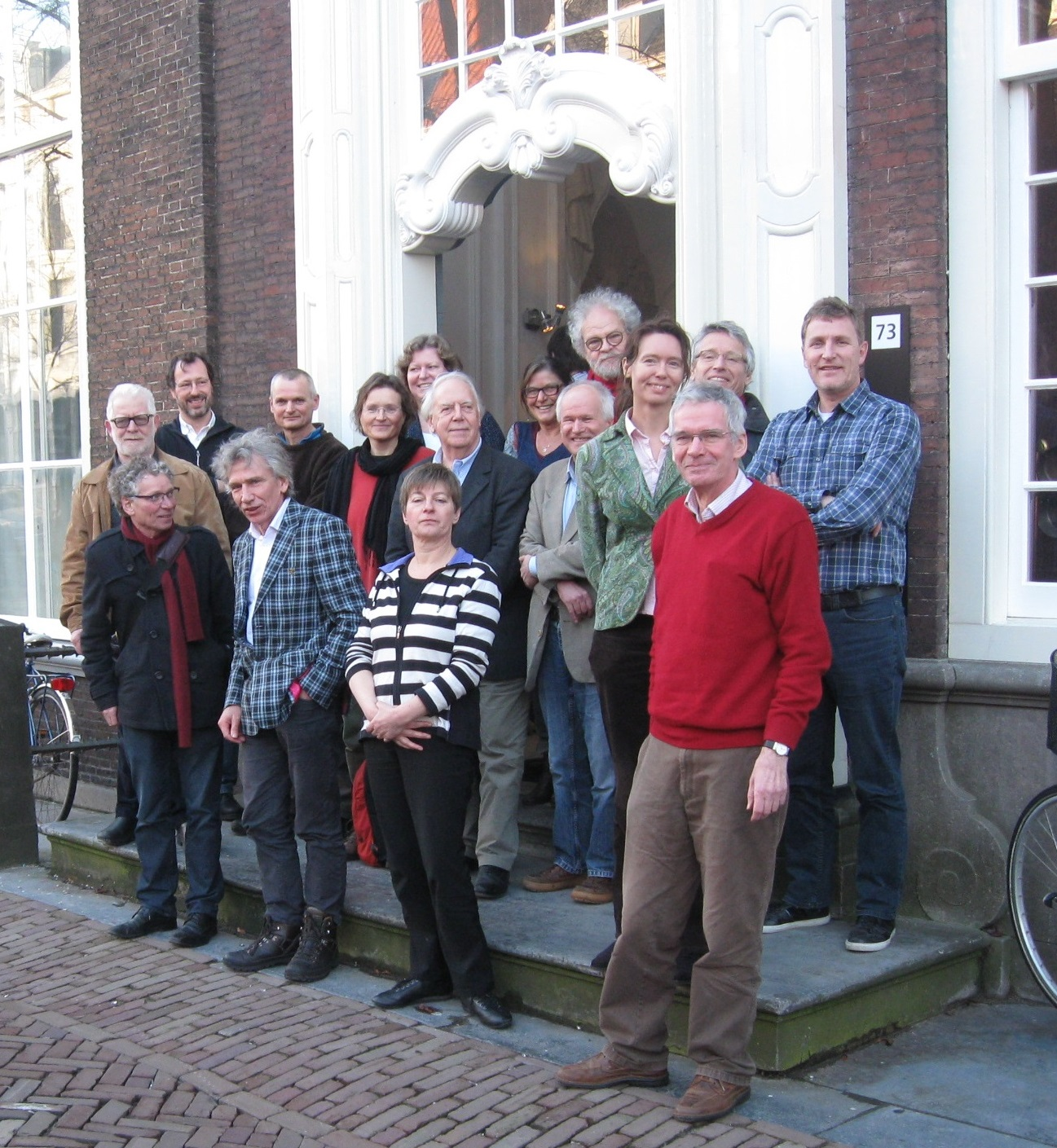
Oprichting MENSenSTRAAT, met in het midden vooraan voormalig manager bij 3VO en VVN wijlen Luc Veeger

MENSenSTRAAT is een Nederlandse organisatie voor verkeersveiligheid, die ijvert voor een veilige openbare ruimte en wegen die uitnodigen tot actieve gezonde mobiliteit (lopen en spelen).
Zo pleit MENSenSTRAAT bijvoorbeeld voor het onmogelijk maken van snelheidsoverschrijdingen door de invoering van ISA (snelheidsbegrenzer). Zolang dat niet het geval is, zijn infrastructurele maatregelen noodzakelijk om verdrongen mobiliteit te voorkomen. Een ruimtelijk, parkeer en mobiliteitsbeleid volgens het STOP-principe waarbij allereerst wordt gekeken naar voldoende, aantrekkelijke en veilige ruimte voor de voetganger verdient de voorkeur.
Op lokaal niveau wordt gepleit voor goede trottoirs en als daarvoor geen ruimte is wordt een  stapvoets (woon)erf aanbevolen. Verder zijn de speel- en de schoolstraat een goed alternatief om kinderen tijdelijk veilige en uitnodigende ruimte te bieden. Buurtverenigingen die hiervoor ijveren worden geadviseerd.
Om bestaande kennis over mensenstraten te verzamelen en nieuwe kennis te ontwikkelen, wordt gewerkt aan een kenniscentrum met een leerstoel Verblijfskunde.

## Oprichting
MENSenSTRAAT is in 2013 in Delft opgericht nadat geconcludeerd wordt dat Veilig Verkeer Nederland (VVN) geen plek meer bood voor aandacht voor een verkeersveilige openbare ruimte, de benadering van de fusiepartners van 2000 en treedt in de voetsporen van die fusiepartners, de Voetgangersvereniging en Stichting Kinderen Voorrang. In de benadering van de openbare ruimte (de woonstraat als mensenstraat) wordt verder gebouwd op het werk van het Childstreet-project (2004-2009). De relatie met de Stop de Kindermoord staat beschreven in het Recht van de Snelste.

## Samenwerking

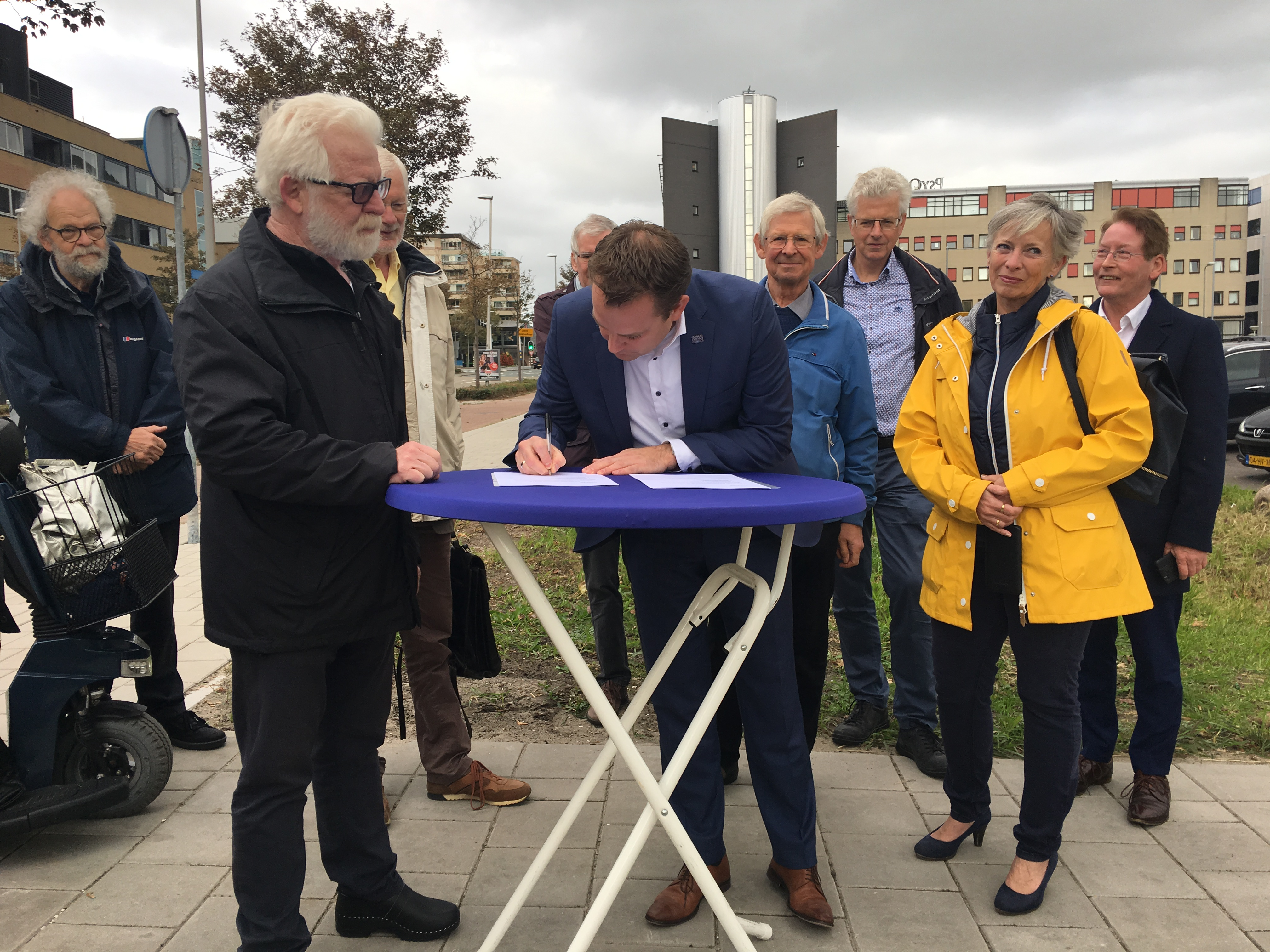
Wethouder Marc Rosier tekent op 3 oktober 2018 namens Zoetermeer het Charter for Walking

MENSenSTRAAT is aangesloten bij de internationale koepel van belangenorganisaties voor voetgangers IFP, de International Federation of Pedestrians. In het kader van actieve mobiliteit wordt nauw samengewerkt met Fietsersbond en Wandelnet. Daarnaast is voor duurzame ketenmobiliteit de reizigersorganisatie voor het openbaar vervoer Rover een belangrijke partner. 
Na een fase van opbouw werd tijdens een voetgangersconferentie in 2017 de Nederlandse versie van het wereldwijde International charter for walking gepresenteerd. Na ondertekening door de Rijksbouwmeester waren vervolgens Eindhoven en Tilburg de eerste gemeenten die zich hierachter schaarden. Na een landelijke lobby voor veilige ruimte voor lopen werd voorjaar 2018 het Charter unaniem door de Tweede Kamer ondersteund. Najaar 2018 volgde de ondertekening in Zoetermeer.
Geïnspireerd door het pleidooi zomer 2021 van de directeuren van SWOV, VVN en CROW voor een 15 km/uur inrichting van woonstraten zonder goed trottoir  zijn door meerdere organisaties ondersteunende brieven gestuurd naar de commissie verkeersveiligheid van de Tweede Kamer. De Minister van Infrastructuur en Waterstaat heeft daarover vervolgens in december schriftelijk gereageerd